# بهو السباع
37°10′37.44″N 3°35′21.36″W / 37.1770667°N 3.5892667°W
بهو السباع أو (بهو الأسود)، (بالإسبانية: Patio de los Leones)‏، (بالإنجليزية: Court of the Lions)‏ هو الفناء الرئيسي بقصر الحمراء، في غرناطة، جنوب إسبانيا، أشرف على بناءه بين العامين 1354 و1359م الملك محمد الخامس الملقب «الغني بالله» الذي حكم غرناطة مرتين 1354-1359م و1362-1391م. وهو جزء من قائمة التراث العالمي لليونسكو.

## لمحة تاريخية
يعود بهو السباع، إلى سلالة بنو نصر -الأحمر- الذين كانوا يحكمون غرناطة بين عامي 629 - 897 هـ و1232 - 1492م. وهو من أجمل وأشهر أجنحة قصر الحمراء.
عندما أطيح بالسلطان محمد الخامس سلطان غرناطة من قبل اخوه غير الشقيق، أبو الوليد إسماعيل، اكتشف في المنفى مجموعة من التأثيرات الجمالية الجديدة التي لم تكن في عهد أسلافه، فقد رأى مسجد المرابطين في القرويين التي بنيت من قبل مهندسين معماريين من الأندلس. وساعده ذلك في إثراء قصور بنو نصر في قصر الحمراء.

## البناء
بناء البهو عبارة عن فناء مستطيل مكشوف، طوله خمسة وثلاثون متراً، وعرضه عشرون، تحيط به من الجوانب الأربع مشرفيات أو أروقة ذات عقود، تحملها مئة وأربعة وعشرون عموداً من الرخام الأبيض  في نهايته العلوية أقواس وتيجان مزينة بكتابات وتوريقات محفورة بشكل منظم ورائع، وعليها أربع قباب مضلعة، تقع كل واحدة منها وسط ضلع من أضلاع المستطيل.

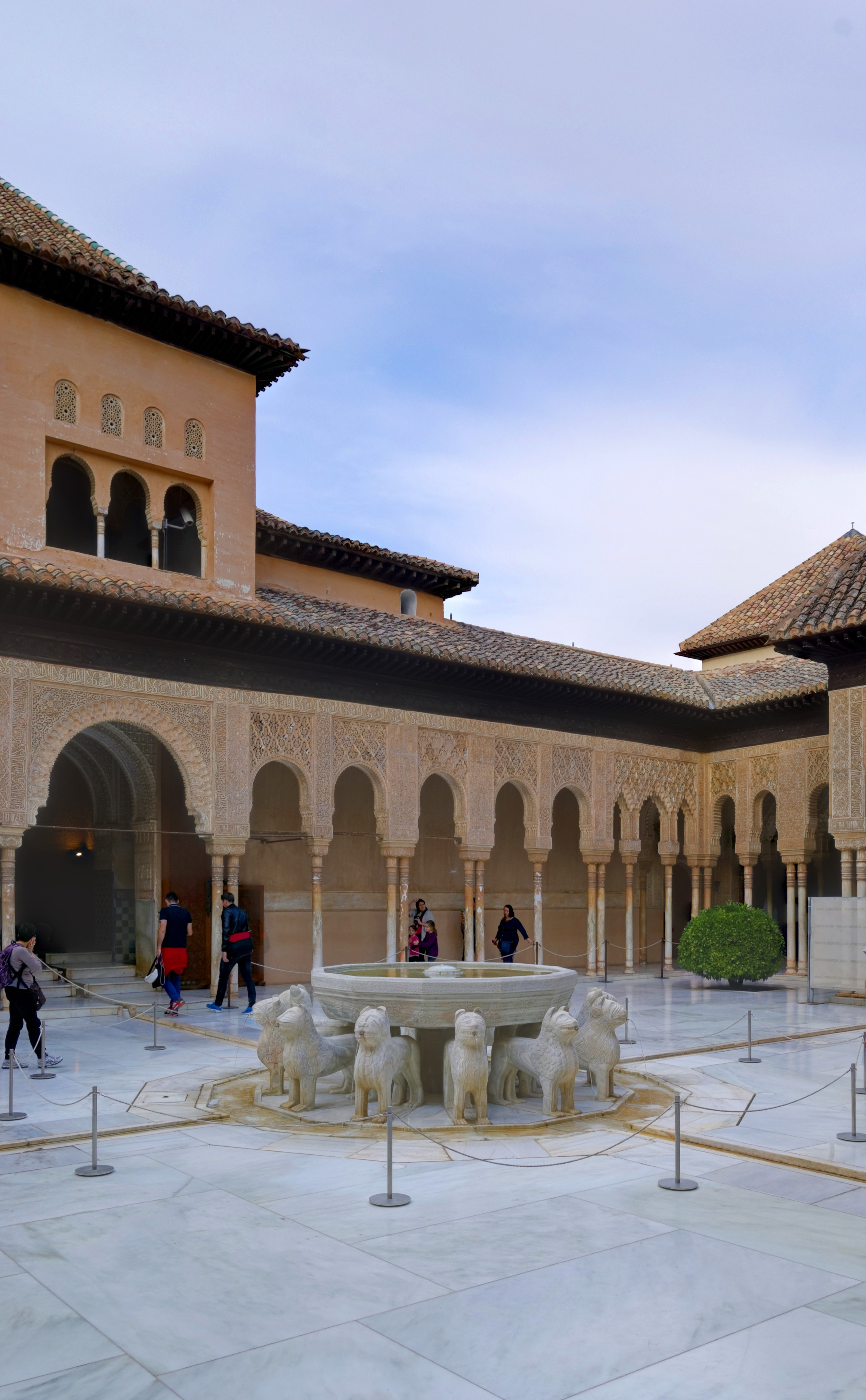
بهو السباع أشهر أجنحة قصر الحمراء

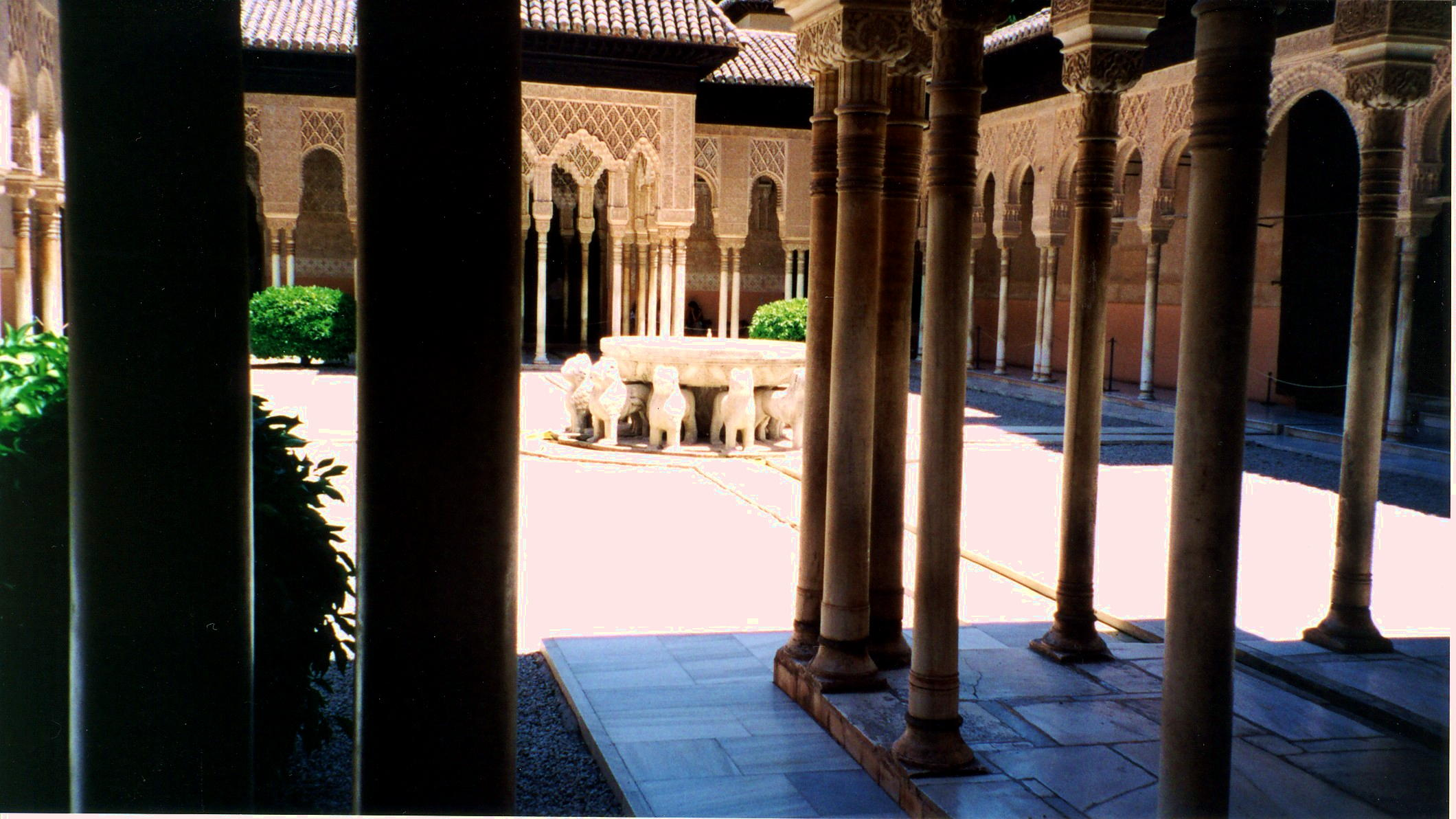
بهو السباع- قصر الحمراء

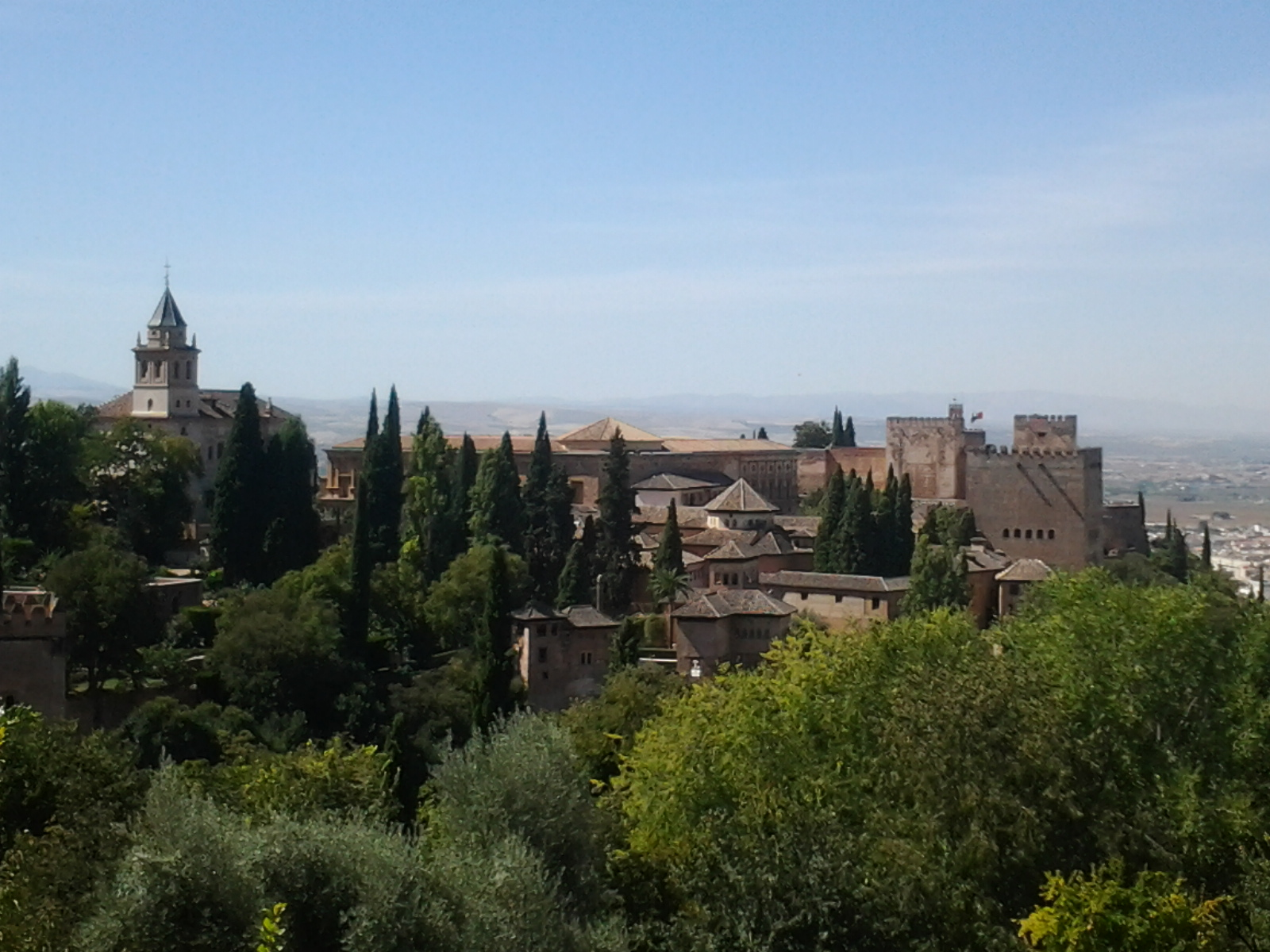
قصر الحمراء من جنة العريف.

وفى وسط الفناء نافورة السباع الشهيرة، وهي عبارة عن نافورة ماء، يحمل حوضها المرمرى المستدير الضخم، اثنا عشر أسداً، اصطفت بشكل دائري تقذف بالماء من أفواهها وتنساب في قنوات، ومثلت في وقتها إنجازاً علمياً كبيراً ولا سيما في ما يتعلق بسرِّ الساعة المائية حيث تتدفق المياه من أفواه أسودها ساعة بعد ساعة وأسداً بعد أسد ولم يفهم المعماريون الأسبان في قرون لاحقة سرّها العلمي والتقني. وعلى جانب الحوض نقشت قصيدة للوزير الشاعر ابن زمرك في 12 بيتا، وهي جزء من قصيدة 47 بيتا، وفيها مدح السلطان محمد الخامس ووصف النافورة والقصر. أمام كل أسد بيت منها، وهذا مطلعها:
- تبارك من أعطى الإمام محمدا

مغانىَ زانت بالجمال المغانيا
- وإلا فهذا الروض فيه بدايع

أبى الله أن يلقى لها الحسن ثانيا
وفى منتصف الناحية الجنوبية من بهو السباع، يوجد مدخل قاعة بنى سراج، وهو اسم الأسرة الغرناطية الشهيرة، التي لعبت دوراً كبيراً في حوادث غرناطة الأخيرة. وهي عبارة عن مستطيل طوله اثنا عشر متراً وعرضه ثمانية، وفوقه قبة عالية مضلعة، وفي وسطه حوض نافورة مرمرى مستدير، وفي قاعه بقع داكنة ثابتة، تزعم الأسطورة أنها آثار من دماء بنى سراج، الذين دبر لهم السلطان كميناً، واستدرجهم إلى الحمراء، ودبر مقتلهم في هذه القاعة واحداً بعد الآخر.
وفى الناحية الشرقية لفناء السباع، يوجد مدخل القاعة التي تسمى قاعة الملوك أو قاعة العدل، وبها ثلاث عقود أو حنايا، رسمت في سقف الحنية الوسطى منها، صور عشرة فرسان مسلمين، يلبسون العمائم ويجلسون على وسائد، وهيئاتهم تشع بالوقار والعزة، ويقول بعض الباحثين إن هذه هي صور ملوك غرناطة العشرة، الذين سبقوا أبى عبد الله في تولى العرش.
وفى شمال فناء السباع يقع البهو المسمى «منظرة اللندراخا». ويوجد بين قاعة الأختين وبين منظرة اللندرخا، باب يفضى إلى ساحة مستطيلة لم تكن من أبنية الحمراء الأصلية، ولكنها أنشئت أيام الإمبراطور شرلكان.
ويتصل بهذه الساحة رواق ضيق يفضى إلى متزين الملكة، وهو عبارة عن بهو صغير منخفض، وقد أنشئ في القرن السادس عشر، ورسمت على جدرانه صور وزخارف نصرانية من طراز عصر الأحياء.

## الترميم
استمرت عمليات الترميم 4 سنوات شارك فيها أكثر من مائتي خبير في مختلف المجالات ومن مؤسسات كثيرة، وكلفت ملايين اليوروات. وأبرز ما اكتشفه الخبراء، بعد عمليات الترميم، أن هذه السباع ليست متشابهة تماما؛ إذ تشكل كل 4 منها مجموعة متشابهة، وكل مجموعة تختلف عن الأخرى في الهيئة العامة، وشكل الأنف والأذنين والذنب وتسريحة الفرو.

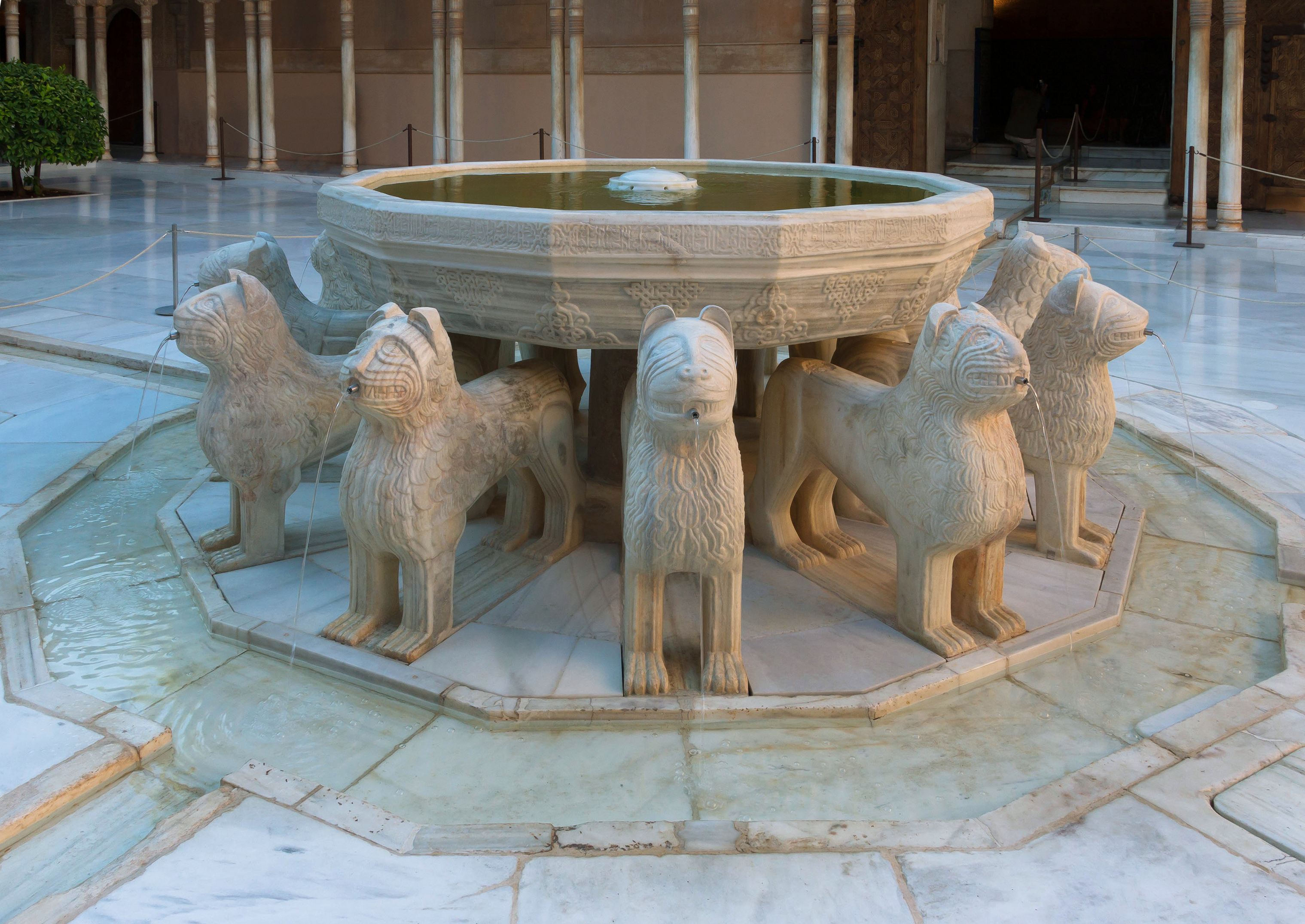
أسود البهو

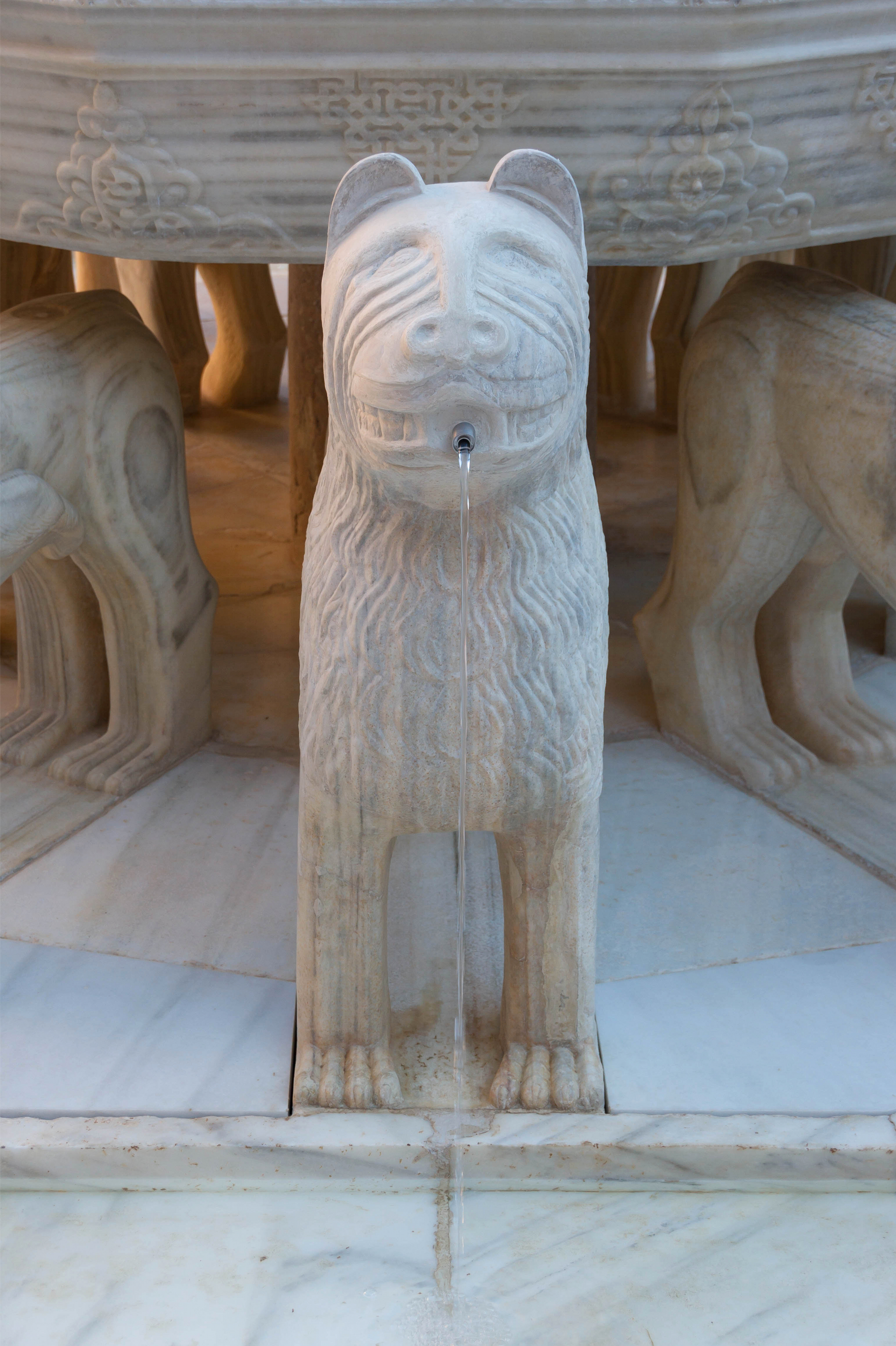
أسد من أسود البهو

تعطلت مخارج المياه في هذه البركة قبل 10 سنوات عندما حاولت لجنة من علماء أوربا وأمريكا في الفيزياء والميكانيكا والهندسة والتخصصات المختلفة دراسة هذه النافورة نفورة السباع لمدة 3 سنوات. وقد اكتشف الخبراء أن الماء الذي يسري داخل المجاري يحمل مواد معدنية، وهذه المواد، خاصة الكلس، تجمعت داخل المجاري وعرقلت سير الماء، مما أدى إلى توقفها عن العمل، وقد تم تحديث المجاري كي لا تتكرر المشكلة.
استخدمت الحضارة الإسلامية الفوارات (النوافير) في زخرفة الحدائق العامة والخاصة، وقد وصلت براعة المهندسين المسلمين في القرن الرابع الهجري/ العاشر الميلادي حداً كبيراً في صنع أشكال مختلفة من الفوارات يفور منها الماء كهيئة السوسنة، ويتم تغييرها حسب الحاجة ليفور الماء كهيئة الترس وفي أوقات زمنية محددة، وتمثل فوارات قصر الحمراء وجنة العريف نموذجاً متطوراً لما وصلت إليه إبداعات المسلمين في ذلك الوقت.
كان الخبراء يحذرون، منذ فترة طويلة، من أن نافورة بهو السباع تتعرض للتآكل، كما أن لونها أصبح غامقا، حتى بدأت عملية ترميم واسعة شملت بهو السباع بالكامل، بعد دراسة دقيقة لكل ما تتعرض له من مشاكل، شارك في هذه العمليات كلها خبراء من عدة دوائر ومؤسسات متخصصة مثل دائرة الإدامة في قصر الحمراء، ومعهد التراث الثقافي الإسباني، والمعهد الأندلسي للتراث التاريخي، ومعهد المهندسين في أشبيلية، وعدة أقسام من جامعة غرناطة.

## حضور وأثر

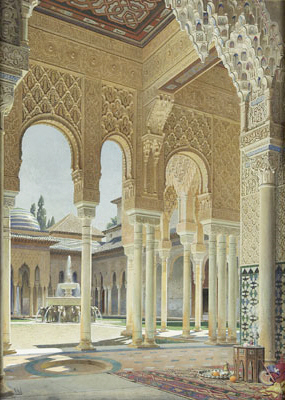
رواق بهو السباع

لبهو السباع، حضور وأثر في أعمال بعض الشعراء والكتّاب الأندلسيين القدماء والمعاصرين، ومنهم شاعر الحمراء ابن زمرك الذي أسهم في وصف روعة القصور والقاعات في قصر أو «قلعة الحمراء» وبخاصة ما يتعلق ببهو السباع الذي وصفه بأبيات رائعة زينت جدرانه:
- وضراغم سكنت عرين رئاسة

تركت خرير الماء فيه زئيرا
- فكأنما غش النضار جسومها

وأذاب في أفواهها البلورا
ولا يذكر بهو السباع من دون المرور، ولو سريعاً، على علاقة الشاعر الغرناطي فيديريكو غارثيا لوركا به، إذ كان يتردد عليه كثيراً ليتمعن بابداع العرب الذين بنوه بين الأبراج والقلاع بشكل رائع.
ومن بين الكتاب الأندلسيين المعاصرين الذين كان لبهو السباع حضور في أعمالهم الكاتب القرطبي أنتونيو غالا الذي تأثر بالحضارة العربية الإسلامية وكتب عنها بعض الروايات والكتب والمقالات، من بينها روايته «المخطوط القرمزي» الذي وضع لها عنواناً فرعياً هو «يوميات أبي عبد الله الصغير آخر ملوك غرناطة»، ومن أقواله في بهو السباع ما نشرته مجلة بينينسولا عام 1998: «في بهو السباع الكثير التوريقات، كانت العصافير تتمشى وترتجف فرحاً بالحياة. ومن حوله كان يسمع خرير الماء الصادر عنه كما يحدث في قلب الحلزونة. كم توجد هناك أشياء دقيقة وشفافة وذات دلالات على طريقة الوشم اليدوي».
بهو السباع ما زال يمجد حضارة العرب على رغم مضي قرون على بنائه، ليضيف إلى الكنوز الموجودة في البلاد الأندلسية تحفة معمارية وتكنولوجية تستحق الوقوف عندها، لا سيما ان كثيراً من المهتمين يعتبره أفضل قطعة معمارية خلفها العرب في الأندلس بشكل عام وفي قصر الحمراء بشكل خاص.

## تصفح ايضًا
- قصر الحمراء
- كاتدرائية - جامع قرطبة
- رومانثي ابن عمار
- الخيرالدة